# Селище (Конотопский район)
Селище (укр. Селище) — село,
Поповский сельский совет,
Конотопский район,
Сумская область,
Украина.
Код КОАТУУ — 5922086603. Население по переписи 2001 года составляло 34 человека.

## Географическое положение
Село Селище находится на левом берегу реки Куколка, выше по течению на расстоянии в 2 км расположено село Вировка. Местность около села сильно заболочена, вокруг проведено много ирригационных каналов.

## История
Село Селище было основано в 30-х годах XX столетия. В этих годах, в связи с образованием колхозов, население, которое обитало возле озера Яблуневка, было переселено в новое село. В лучшие свои годы село имело собственные ферму, школу, магазин, кузню.

## Современное состояние
В данный момент количество коренных жителей значительно уменьшилось. Это связано с оттоком жителей в город Конотоп. В теплое время года в селе жизнь более оживленна, в связи с тем, что в этот период многие люди живут на своих дачах, через село Селище пролегает дорога к реке Сейм и т.д.